# Joseph Thao Tiên
Joseph Thao Tiên (Ban Ten, 5 dicembre 1918 – Ban Talang, 2 giugno 1954) è stato un presbitero laotiano, venerato come beato e martire dalla Chiesa cattolica.

## Biografia
Nato in una famiglia laotiana convertitasi al cattolicesimo, Tiên entrò a undici anni nella scuola per i catechisti fondata dalla Società per le missioni estere di Parigi nella Provincia di Thanh Hóa nel Tonchino, allora parte dell'Indocina francese. Nel 1937 entrò nella sezione della scuola che fungeva da seminario minore, dove studiò il francese e il latino. Nel 1942 entrò ad Hanoi al seminario maggiore, gestito dalla Compagnia dei sacerdoti di San Sulpizio, in cui l'insegnamento era tenuto in francese e in latino. Nel Natale del 1946, in seguito all'inizio della guerra d'Indocina, il seminario chiuse e Tien fu costretto a rientrare in Laos a piedi. Per concludere la sua formazione religiosa si trasferì al seminario di Saigon, dove completò gli studi di teologia nell'autunno del 1947. Nel giugno del 1949 fu ordinato prete, diventando il primo sacerdote cattolico laotiano. Nell'ottobre dello stesso anno tornò in Laos, dove fu assegnato alla missione di Sam Neua. Qualche settimana più tardi anche Sam Neua divenne zona di guerriglia ma Tiên, d’accordo con i suoi superiori, decise di restare. In seguito la situazione si stabilizzò e approfittando del periodo di pace Tiên riorganizzò una scuola che accoglieva i ragazzi di una dozzina di villaggi della zona. Nel 1952 due sacerdoti della Società per le missioni estere di Parigi assunsero la responsabilità pastorale della missione, premettendo a Tiên di dedicarsi pienamente alla scuola. Nel dicembre 1952 la guerriglia laotiana sostenuta dal Viet Minh riprese e successivamente aumentò d'intensità. Il personale della missione fu evacuato insieme ai civili stranieri, ma Tiên decise di rimanere. Nel maggio 1953 i guerriglieri comunisti arrivarono a Sam Neua e nel mese successivo Tiên fu arrestato e condannato ad essere deportato nel campo di rieducazione di Ban Talang. Messo in isolamento, riuscì a resistere alle manovre per fargli ripudiare la fede cristiana. Alla fine gli promisero che se avesse abbandonato il celibato ecclesiastico avrebbe potuto salvare la vita, ma Tiên rifiutò e nel giugno 1954 venne fucilato.

## La beatificazione
In qualità di primo martire cristiano del Laos, Tiên è stato scelto dalla diocesi di Nantes per capeggiare una lista di sacerdoti (comprendente un missionario francese) e laici cristiani martirizzati in Laos, su cui è stata aperta la fase diocesana del processo di beatificazione, conclusa nel 2010 e trasmessa alla Santa Sede. Nel 2015 si è conclusa la fase romana del processo di beatificazione,  che ha ricevuto l'autorizzazione finale di papa Francesco. La beatificazione di Tiên e degli altri martiri del Laos è stata celebrata l'11 dicembre 2016 a Vientiane dal cardinale Orlando Quevedo, delegato pontificio.